# San Pietro Clarenza
San Pietro Clarenza là một đô thị ở tỉnh Catania trong vùng Sicilia, có khoảng cách khoảng 160 km về phía đông nam của Palermo và cách khoảng 7 km về phía tây bắc của Catania. Tại thời điểm ngày 31 tháng 12 năm 2004, đô thị này có dân số 6.313 người và diện tích là 6,4 km².
San Pietro Clarenza giáp các đô thị: Belpasso, Camporotondo Etneo, Catania, Mascalucia, Misterbianco.